# はくげい (潜水艦)
 はくげい （ローマ字：JS Hakugei, SS-514）は、海上自衛隊の潜水艦。たいげい型潜水艦の2番艦。艦名の「はくげい」は漢字では「白鯨」と書き、白いマッコウクジラを意味する。日本の艦艇名としては旧海軍を通して初の命名である。「たいげい」と同様、女性乗員のための専用の居住エリアやシャワー室、寝室があらかじめ設けられている。
本記事は、本艦の艦暦について主に取り扱っているため、性能や装備等の概要についてはたいげい型潜水艦を参照されたい。

## 艦歴
「はくげい」は、中期防衛力整備計画（26中期防）に基づく平成30年度計画3000トン型潜水艦8129号艦として、川崎重工業神戸工場で2019年1月25日に起工され、2021年10月14日に同工場で挙行された命名・進水式において、「はくげい」と命名された。2023年3月20日に就役し、第1潜水隊群第1潜水隊に編入され、呉基地に配備された。

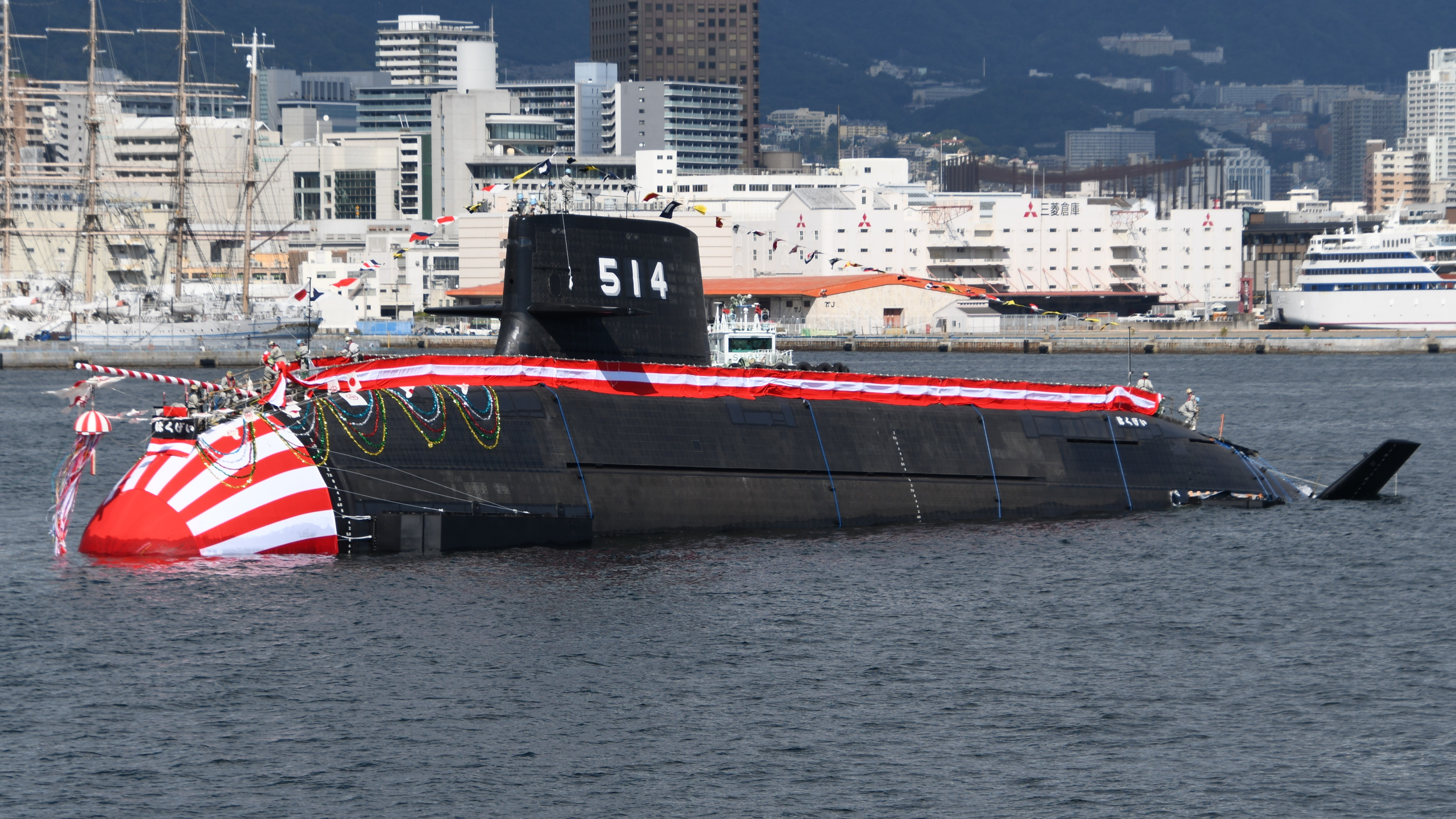
進水式の様子

2024年6月5日から7月10日までの間、令和6年度第1回米国派遣訓練（潜水艦）に参加し、グアム島周辺海域において対潜戦等の訓練を実施する。

### 歴代艦長
| 代       | 氏名       | 在任期間              | 出身校・期 | 前職             | 後職         | 備考     |
| 艤装員長 | 艤装員長   | 艤装員長              | 艤装員長   | 艤装員長         | 艤装員長     | 艤装員長 |
| -------- | ---------- | --------------------- | ---------- | ---------------- | ------------ | -------- |
| -        | 久保野洋人 | 2021.6.22 - 2023.3.19 |            |                  | はくげい艦長 |          |
| 艦長     |            |                       |            |                  |              |          |
| 1        | 久保野洋人 | 2023.3.20 -           |            | はくげい艤装員長 |              |          |
| 2        | 前田泰宏   |                       |            |                  |              |          |